# Лок
Лок (словац. Lok) — село, громада округу Левіце, Нітранський край. Кадастрова площа громади — 17.2 км².
Населення 951 особа (станом на 31 грудня 2018 року).

## Історія
Лок згадується 1286 року.

## Населення
| Рік:            | 1994. | 2004.   | 2014.   | 2024.    |
| --------------- | ----- | ------- | ------- | -------- |
| Кількість осіб: | 1014  | 980     | 958     | 1072     |
| Різниця:        |       | -3,35 % | -2,24 % | +11,89 % |

| Рік:            | 2023. | 2024.   |
| --------------- | ----- | ------- |
| Кількість осіб: | 1082  | 1072    |
| Різниця:        |       | -0,92 % |